# Carlo Cudicini
Carlo Cudicini (phát âm tiếng Ý: [ˈkarlo kudiˈtʃini]; sinh 6 tháng 9 năm 1973) là một cựu cầu thủ bóng đá người Ý thi đấu ở vị trí thủ môn. Ông là con của cựu thủ môn Milan Fabio Cudicini, và cháu trai của hậu vệ Circolo Sportivo Ponziana 1912 Guglielmo Cudicini. Cudicini hiện đang làm đại sứ câu lạc bộ và trợ lý huấn luyện viên trưởng đội một tại Chelsea

## Sự nghiệp thi đấu
Cudicini đã khởi nghiệp khá khó khăn khi chỉ được ra sân có 2 lần trong màu áo A.C. Milan (từ năm 1991-1995) và rồi sau đó anh liên tục bị cho mượn trong suốt quãng thời gian ở Ý. Chỉ đến khi anh bị chấn thương thì CLB chủ quản lúc đó là Castel di Sangro mới bán anh cho Chelsea F.C. với giá 160.000 bảng Anh.

### Chelsea
Cudicini đến Chelsea đầu tiên là theo một hợp đồng cho mượn từ Castel di Sangro, thay thế cho thủ môn Ed de Goey. Tuy nhiên, anh trưởng thành nhanh chóng và Chelsea đã ký với anh một hợp đồng lâu dài từ mùa hè 2000.
Anh bắt đầu được bắt chính từ sau chấn thương nghiêm trọng của thủ thành Ed de Goey mùa giải 2000-2001. Và anh đã có màn trình diễn không đến nỗi nào, và trở thành thủ môn chính thức của CLB mùa 2001-2002. Trong mùa giải đó, anh ra sân 41 lần, và là thành viên quan trọng đưa CLB đến trận CK cúp FA năm đó. Cũng tại mùa giải 2001-2002 Cudicini đã được các CĐV Chelsea bầu chọn là cầu thủ xuất sắc nhất của năm.
Sau mùa giải ấn tượng đó, anh nhận được nhiều lời mời trở lại thi đấu cho các CLB ở Ý, nhưng anh quyết định ký thêm hợp đồng với Chelsea.
Sự nghiệp thi đấu quốc tế của anh không thuận lơi, anh sinh ra không gặp thời, vì ở đội tuyển bóng đá quốc gia Ý có hai thủ môn xuất sắc là Gianluigi Buffon và Francesco Toldo, hai trong số các thủ môn xuất sắc nhất thế giới vì thế mà anh không được gọi vào đội tuyển Ý tham gia World Cup 2002 tại Nhật Bản và Hàn Quốc.
Tuy vậy, ở giải ngoại hạng, anh vẫn là một trong số các thủ môn hàng đầu. Anh thi đấu ngày càng tiến bộ trong mùa giải tiếp theo, mùa 2002-2003 và được gọi vào đội tuyển Ý. Màn trình diễn của anh góp phần quyết định vào thành công của Chelsea ở Champions League năm đó.
Anh tiếp tục là thành viên chính của Chelsea mùa giải 2003-2004, mùa giải mà Chelsea vươn lên thành một thế lực của giải ngoại hạng nhờ những đồng rúp của Roman Arkadyevich Abramovich. Anh bắt 40 trận, và chỉ lỡ những trận cuối sau chấn thương bàn tay phải.
Mùa hè năm đó (2004), Petr Čech đến với Chelsea và nhanh chóng chiếm được vị trí chính thức ngay từ đầu mùa (trận đấu với Manchester Unied mà Chelsea F.C. thắng 1-0), đẩy Cudicini lên băng ghế dự bị. Anh chỉ được ra sân 11 lần, chủ yếu là ở các Cup và lại còn bị nhận thẻ đỏ trong trận đấu với Newcastle F.C. ở Cúp FA.
Sau khi mất vị trí chính thức, Cudicini đã nói bóng gió về việc ra đi của mình để tìm kiếm vị trí chính thức ở một CLB khác, nhưng vẫn thi đấu và đưa Chelsea vào bán kết Cúp FA.
Với chấn thương của Čech sau trận gặp Reading F.C. vào tháng 10 năm 2007, dường như Cudicini sẽ có cơ hội được ra sân bắt chính nhiều hơn, nhưng rồi chính anh cũng bị chấn thương ngay sau đó, và vị trí thủ môn của Chelsea lại rơi vào tay Henrique Hilário. Và cuối cùng, anh vẫn chỉ là thủ môn số 2 ở CLB vì Hilario bắt cũng khá hay, rồi sau đó Čech đã trở lại sau chấn thương mà vẫn giữ được phong độ tốt khi thi đấu.

### Tottenham Hotspur
Ngày 26 tháng 1 năm 2009,anh chuyển tới câu lạc bộ Tottenham Hotspur theo một bản hợp đồng chuyển nhượng tự do.Anh có trận đấu đầu tiên cho Spur vào ngày 27 tháng 1 năm 2009 trong trận đấu với Stoke City tại Premier League,trận đấu kết thúc với chiến thắng 3-1.

### Los Angeles Galaxy
Anh chuyển tới Los Angeles Galaxy vào ngày 31 tháng 12 năm 2012 cũng là chuyển nhượng tự do.
Cudicini được giải phóng hợp đồng vào ngày 26 tháng 1 năm 2014.

## Danh hiệu

### Câu lạc bộ
Chelsea
- FA Cup: 1999–2000, 2006–07
- Football League Cup: 2004–05, 2006–07
- FA Community Shield: 2000, 2005
- Premier League: 2004–05, 2005–06

### Cá nhân
- Thủ môn xuất sắc nhất năm 'Găng tay vàng' của ITV: 2003
- Cầu thủ xuất sắc nhất năm của Chelsea: 2002